# 鞭鳍鱼属
鞭鳍鱼属（学名：Flagellipinna）为坚齿鱼科的一个属，化石發現於黎巴嫩。

## 下属物种
本属包括以下物种：
- 近菱形鞭鳍鱼 Flagellipinna rhomboides Cawley & Kriwet, 2019[2]